# Gustaf Witte
Gustaf Witte, född 1668, död 19 oktober 1758, var en svensk musiker, kompositör och hovkapellist. Han var aktiv vid Hovkapellet från 1704 till 1758. 

## Biografi
Witte var född i Sverige men utbildade sig musikaliskt i "fremmande land". Han återvände till Sverige 1698, och tycks ha varit anställd vid Gävle stadskyrka 1700-1702 innan han blev hovmusiker. Witte ska vid flera tillfällen ha komponerat och uppfört egen musik vid konserter och festligheter. År 1707 nämns han som kompositör och dirigent av en egen opera. Han spelade ofta ensam för Fredrik I. Witte ansågs mycket besvärlig av direktionen, på grund av sin "sturskhet" och för att han förlängde sina permissioner, men uppskattades mycket av hovet och Fredrik I och förläts allt på grund av sin skicklighet. Han avancerade aldrig formellt, men han fungerade som kapellmästare under Romans frånvaro. Han spelade med "Fioliner" och luta.   

### Familj
Gift 1702 med Judit Mushartin från Tyskland (död 1722), änka efter slottskökets kock Anders Opperman (död 1700), och 1723 med Christina Sieverts (död 1764). Han var far till hovsångerskorna Hedvig Witte och Eleonora Witte. 